# Zamarada aprica
Zamarada aprica là một loài bướm đêm trong họ Geometridae.